# Abílio Madeira Martins
Abílio Madeira Martins (Minde, 1928 - Santarém, 2025) foi um professor, investigador, autarca, benemérito e correspondente jornalístico de relevância regional. Dá o nome à Escola Prof. Abílio Madeira Martins, em Minde, e à Casa da Memória Prof. Abílio Madeira Martins, também em Minde.

## Biografia e obra

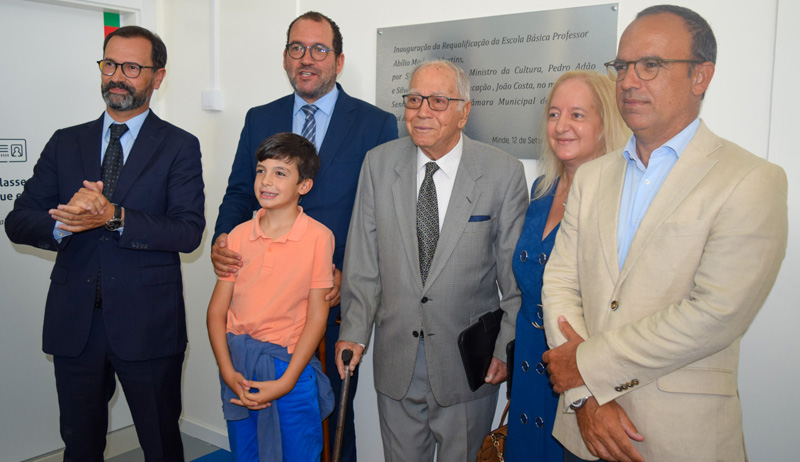
Na inauguração da escola. Da esquerda para a direita (em cima): Rui Anastácio, Presidente da Câmara Municipal de Alcanena; João Costa, Ministro da Educação; Prof Abílio Madeira Martins; Ana Cláudia Cohen (Diretora do Agrupamento de Escolas de Alcanena); Pedro Adão Silva (Ministro da Educação).

Nascido em Minde a 1 de Julho de 1928, filho de Palmira de Jesus Madeira, de Casével e João Martins, de Minde, fez o Curso do Magistério Primário em Lisboa e dedicou a sua vida ao ensino, tendo leccionado em Rio Maior, Mira de Aire, Riachos e em Minde. Reformou-se em 1988. Além do ensino, a sua paixão pela terra levou-o a fundar o Jornal de Minde, em conjunto com o então Pároco Manuel Antunes Messias, em 1955.
No dia 20 de Janeiro de 2019 foi inaugurada a “Casa da Memória Professor Abílio Madeira Martins”, instalada no edifício da “Casa da Joaquininha”, com um espólio doado por si. A Casa alberga um vasto e variado espólio recolhido ao longo da vida por si e pela sua esposa, Maria Cândida Nascimento, e é um espaço dedicado às memórias da vila, à sua história e cultura. Foi fundador do Jornal de Minde, Deputado da Assembleia Municipal (a partir de 1986), correspondente do Jornal Diário do Ribatejo e do Jornal O Século. Foi recipiente da Medalha de Mérito Municipal, em 1994.
Em 26 de setembro de 2023, é inaugurada a Escola Básica Prof. Abílio Madeira Martins, em seu nome, que contou com a participação dos ministros da Educação e da Cultura, João Costa e Pedro Adão Silva.